# 赤湖镇
赤湖镇，是中华人民共和国福建省漳州市漳浦县下辖的一个乡镇级行政单位。

## 行政区划
赤湖镇下辖以下地区：
赤湖社区、北桥村、东城村、西城村、山油村、西潘村、前张村、后湖村、月屿村、南峰村、保安村、亭里村、前湖村和半石村。